# Albina
Albina je žensko osebno ime.

## Različice imena
Albinca, Bina, Binca

## Izvor imena
Ime Albina je ženska oblika imena Albin.

## Pogostost imena
Po podatkih SURS-a je bilo na dan 31. decembra 2007 v Sloveniji 2368 oseb, ki nosile ime Albina.
Po pogostosti uporabe je bilo to ime uvrščeno na 111. mesto. Druge oblike imena, ki so bile na ta dan še v uporabi: Albinca (30), Bina (20) in Binca (6).

## Osebni praznik
Albina je ime svetnice, device in mučenke iz okolice Neaplja, ki je umrla 16. decembra leta 250. Po cerkvenem koledarju praznuje Albina god 16. decembra.

## Znane osebe
- jezikoslovka in pedagoginja Albina Nećak-Lük